# Giovanni Battista Alfano
Giovanni Battista Alfano (Napoli, 8 dicembre 1878 – Napoli, 27 dicembre 1955) è stato un presbitero, vulcanologo e sismologo italiano.
Dopo l'eruzione del Vesuvio del 1906, divenne direttore dell'osservatorio sismico di Pompei dal 1907 al 1931, è stato anche fondatore di un osservatorio sismico nel Seminario Maggiore di Napoli, nonché costruttore del primo sismografo oggi custodito presso l'osservatorio vesuviano (ma in attesa di definitiva collocazione).
È stato anche autore di testi di sismologia, vulcanologia, geofisica e meteorologia, allievo di Giuseppe Mercalli e collaboratore per alcune voci dell'Enciclopedia Italiana. Coltivò la parapsicologia,negli anni in cui,mediante la Società Italiana di Metapsichica fondata da Cazzamalli e Servadio, questa disciplina veniva riconosciuta anche dallo Stato.

## Opere
- Vita di Gesù, Iedoc, Napoli, 1965
- Su le Sante Spine della corona, Unione, Napoli, 1932
- Su la Santa Spina della corona di N. S. Gesù Cristo, Unione, Napoli, 1932
- L'anno diciannove volte secolare della morte di Gesù, estratto, Unione, Napoli, 1933
- Sull'autenticità della S. Sindone di Torino, Unione, Napoli, 1934
- La storia del Vesuvio illustrata da documenti coevi, Karl Hohn, Ulm, 1929
- Die Geschichte des Vesuv, Verlag Dietrich Reimer, Berlino, 1929
- Il Vesuvio e le sue eruzioni, Scuola Tip. Pontificia di Pompei, 1929
- Sismologia moderna, Hoepli, Milano, 1910
- Epigrafia vesuviana, Di Gennaro, Napoli, 1929
- Notizie sull'eruzione del Vesuvio dal 3 al 6 giugno 1929, estratto, Unione Tip. Combattenti, Napoli, 1929
- La sezione geodinamica - Il Museo Vaticano, Scuola Tip. Pontificia di Pompei, 1912
- Che cosa è il terremoto, Scuola Tip. Pontificia di Pompei, 1930
- Il terremoto irpino del 23 luglio 1930 Scuola Tip. Pontificia di Pompei, 1931
- L'Osservatorio Sismico del Seminario Arcivescovile di Capodimonte (Napoli), estratto, Sallustiana, 1934
- Gli epicentri sismici dell'Italia, Jovene, Napoli, 1934
- Dove fu Ercolano?, Unione, Napoli, 1937
- Le eruzioni del Vesuvio tra il 79 e il 1631, Tipografia Pontificia di Valle di Pompei, 1924
- Retina o Rectina? Città o matrona?, Unione, Napoli, 1931
- Il padre Guido Alfani di S. P., Unione, Napoli, 1941
- La continenza periodica nel matrimonio, D'Auria, Napoli, 1949
- La fecondazione artificiale della donna, D'Auria, Napoli, 1950
- Lo spiritismo... questo mistero!, Adriana, Napoli, 1955
- Cosmogonia mosaica e cosmogonia naturale, Di Gennaro, Napoli, 1929
- Il miracolo di San Gennaro, Di Gennaro, Napoli, 1924
- La storia e il  miracolo di S. Gennaro, Adriana, Napoli, 1952
- Il santuario di S. Gennaro alla solfatara di Pozzuoli, D'Oriano, Pozzuoli NA, 1953
- Le scienze occulte e il miracolo di S. Gennaro, Scuola Tip. Pontificia di Pompei, 1922
- La rincarnazione errore antico e moderno, Adriana, Napoli, 1952
- Piccola enciclopedia di scienze occulte, Federico & Ardia, Napoli, 1949
- La metapsichica e la metafisiologia, Di Gennaro, Napoli, 1932
- La radioestesia è una scienza?, Edizioni Liturgiche Missionarie, Roma, 1942
- Sguardo storico e scientifico alle ipotesi sulla origine delle specie, Di Gennaro, Napoli, 1929
- Notizie storiche sulle reliquie di sangue, Adriana, Napoli, 1952
- Riassunto di biologia vegetale e di igiene, Federico & Ardia, Napoli, 1947
- Riassunto di geografia fisica e geologia, Federico & Ardia, Napoli, 1962
- Riassunto di chimica e mineralogia, Federico & Ardia, Napoli, 1950
- Riassunto di biologia animale, Federico & Ardia, Napoli, 1954
- Appunti di zoologia e botanica, Scuola Tip. Pontificia di Pompei, 1914
- Gli aggressivi chimici, Unione, Napoli, 1935
- Il viaggio del "Norge" al Polo, Sicignano, Pompei, 1926
- Nozioni di geografia antropica commerciale e politica, Iazzetta, Napoli, 1933